# Cenografia no Brasil
Cenografia no Brasil se refere ao campo de estudo teórico e empírico da concepção de cenários associada à cultura nacional do Brasil. Este campo, parte da premissa de que o design de cenários cria experiências que estabelecem percepções e sentimentos a partir de elementos visuais e materiais dentro da composição do espaço.No Brasil, ela está intrinsecamente ligada ao contexto do carnaval, onde o conceito da estética e cultura brasileira está aplicada nas decorações das celebrações e carros alegóricos.

## Origem
A história da cenografia brasileira se deu por meio da chegada de espetáculos teatrais no país e por ser uma colônia portuguesa, as primeiras peças e performances que chegaram no território nesse momento estavam ligadas a ensinamentos católicos pelos padres jesuítas. Desse modo, os jesuítas buscavam se comunicar com os indígenas através das apresentações teatrais, que tinham influência do dramaturgo português Gil Vicente (c.1465-c.1536), em que utilizavam alguns costumes locais, como ornamentos e instrumentos musicais para transmitir os ensinamentos religiosos.
A cenografia existe desde a Grécia Antiga, onde o uso da palavra era usado em referência ao Teatro, para se referir a “embelezamentos” da cena. Esses primeiros registros da palavra Skenographie - skené significa cena, e graphein significa escrever, desenhar, pintar e colorir.
Com o tempo, o termo foi se tornando mais complexo, com o surgimento de diferentes visões que desenharam o campo de estudo. Os conhecimentos empíricos construídos ao longo dos séculos identificaram elementos sempre presentes nas interpretações do conceito, sendo eles: espaço, comunicação, imagem, poética, história, experiência, materialidade, design, cor, luz, forma, volumes e linhas, movimento e contrastes.

## História

### Século XIV até XIX
A cenografia brasileira, devido a condição do país de ser uma colônia portuguesa, acompanhou as mudanças da arte e arquitetura europeias, importando os estilos dos movimentos artísticos que aconteciam naquele continente, como o Renascimento, entre os séculos XIV a XVI, em que se usou muito a perspectiva nas pinturas, e o Barroco, no século XVII, com a presença de desenhos de trajes mais elaborados nas apresentações teatrais realizadas no país. A arquitetura dos espaços cenográficos simplificados que foram construídos no Brasil também surgiu na Renascença, sendo chamado de a "caixa cênica à italiana", em que a plateia está colocada em frente ao palco, criando a um distanciamento do público. No século XVIII, com a Revolução Industrial, parte dos cenários começaram a se tornar motorizados.Assim, de modo geral a cenografia teatral constituía-se de produções estrangeiras que vinham para o Rio de Janeiro, então capital, direcionadas para o público da elite burguesa.
Posteriormente, com a vinda da família real portuguesa para o Brasil, diversos serviços e estruturas dessa colônia foram melhorados, inclusive teatros e as artes cênicas, tendo como consequência a criação da primeira companhia composta exclusivamente por brasileiros, estreou em 1833, em Niterói RJ, dirigida por João Caetano dos Santos (1808-63).

### Século XX
No século XX, graças ao desenvolvimento da ciência e da tecnologia, a cenografia ganha mais destaque. As Vanguardas europeias que surgiram nas primeiras décadas do século XX, como o expressionismo, o cubismo e o futurismo, entre outros – foram incorporadas na cenografia a partir da construção de grandes painéis pintados e de movimentos mecânicos. Com o advento da eletricidade ganhando cada vez mais influência nos hábitos cotidianos das pessoas, a cenografia também foi muito impactada. Por causa disso, a tendência de usar expressões ilusionistas e espaços expositivos sem uma representação literal da realidade foram ganhando cada vez mais força. Nesse momento da história do Brasil, já é possível ver um grande número de cenógrafos brasileiros atuando, como por exemplo o José de Anchieta Costa, em Auleum: a quarta parede (cenografia e figurinos), que registrou seu trabalho com vasta documentação de imagens e desenhos.
Durante o século XX, desde 1967, o Brasil participou de várias edições das Quadrienais de Praga. Durante as edições que participou, acumulou um bom desempenho e significado para a cenografia brasileira, recebendo o prêmio de Triga de Ouro em 1995 e 2011.
A cenografia na televisão brasileira teve um marco com a estreia na Tupi, a primeira telenovela brasileira, Sua Vida me Pertence, de Walter Foster, em 1951. Nesse contexto, se tornou necessário definir os tipos de cenários que seriam requisitados pela novela durante o seu desenvolvimento, tendo em vista o cálculo do montante de verba cedido para a cenografia e o planejamento da sua forma de gravação. Em adição, programas como Globo Repórter e Fantástico,  fazem uso de cenários totalmente produzidos por computador, a partir de recursos de modelagem 3D, transportando a cenografia para o espaço de desenvolvimento digital. Desse modo, a cenografia não se limita aos palcos teatrais, mas se expande para um território híbrido, que reúne teatro, arquitetura, exposição, artes visuais e mídias digitais.
A evolução do campo da cenografia criou a necessidade de aprimorar os conhecimentos, técnicas e pesquisas. Contudo, devido a carência de Instituições de Ensino Superior que ofereçam a graduação de cenografia, profissionais acabam se formando em Artes Plásticas, na Arquitetura, no Design, na Moda, com busca posterior de alguma especialização em Cenografia.

### Século XXI
A cenografia começou a ocupar espaços além dos teatros, se expandido para diferentes ambientes. Essa nova relação com o espaço fez com que os espaços cenográficos se tornassem obras de experiências imersivas. Esse novo traço da cenografia ocorre no Brasil com mais frequência que em países europeus ou norte-americanos, pois esses países possuem normas de segurança que dificultam a ocupação de edifícios e áreas externas.
Essas novas configurações de espaços visuais estão sendo usadas para estimular o comércio e serviços oferecidos ao público, com a introdução de espaços instagrameáveis. Essa cenografia de eventos que tem o objetivo de fornecer espaços fotográficos para clientes se tornou um atrativo e um diferencial em restaurantes, bares e clubes de festas.
Além disso, a cenografia também incorporou a projeção mapeada em sua prática. Ela é feita por profissionais que dominam as técnicas de animação e efeitos visuais, criando projeções de imagens que podem serem feitas em qualquer superfície, criando cenários em 2D ou 3D. Essa inovação introduzida no campo cenográfico pode ser vista no Brasil desde 2012, onde um  vídeo retratou na fachada do Museu de Arte de São Paulo, o MASP, a evolução da moda e da arte na capital paulistana em comemoração de 458 anos do museu. Nesse mesmo ano, foi projetado nos Arcos da Lapa imagens futurísticas para representar as belezas da cidade maravilhosa e proporcionar uma experiência única.
Outra tecnologia recente é o cenário virtual, onde é possível inserir os objetos de cena a partir de elementos 3D em cima de um chroma-key. Esse recurso é amplamente utilizado em novelas televisas brasileiras e em programas jornalísticos, como por exemplo Globo Repórter e Fantástico, fazem uso de cenários totalmente gerados digitalmente.

## O carnaval e a cenografia

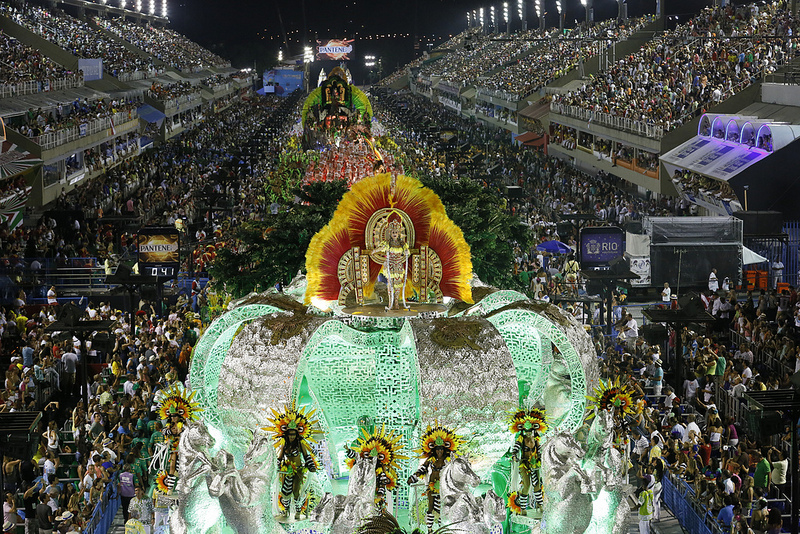
Carro alegórico da Escola de Samba Imperatriz Leopoldinense de 2013

As festas carnavalescas no Brasil representam uma transição do papel da cenografia para espaços além dos teatros tradicionais, que são "decorados" para a celebração com diferentes artefatos e proporcionando diversas atividades interativas, marcando a multiplicidade cultural a partir de elementos visuais.
Desse modo, a identidade brasileira e a consolidação dos valores culturais são materializados pelo design de carros alegóricos para as escolas de samba consubstanciarem o papel projetista da cenografia, com a utilização de variadas ferramentas para causar uma imersão emocional no público que experencia esses eventos. Os chamados "técnicos", que atuavam como cenógrafos em barracões de produção artística da cidade do Rio de Janeiro, eram os responsáveis por elaborar o visual carnavalesco e ajudaram a fomentar um mercado de trabalho inovador para cenógrafos profissionais carnavalescos.

## Referência
1. ↑  Almeida, Anderson Diego (2012). «O Design de Interiores e a cenografia: relação e análise plástica do espaço habitado» (PDF). semanaacademica. O Design de Interiores e a cenografia: relação e análise plástica do espaço habitado
2. 1 2 3 4 5  GOMES DE CARVALHO, LIVIA STEFFANY (2020). «Panorama histórico da cenografia nacional (Teatro)» (PDF). Panorama histórico da cenografia nacional (Teatro)
3. 1 2 3 4 5  Cultural, Instituto Itaú. «Cenografia». Enciclopédia Itaú Cultural. Consultado em 10 de janeiro de 2023
4. 1 2  NETO, Diogenes Teixeira da Mata (2020). «O Bairro do Recife veste sua fantasia: o início da cenografia do Carnaval Multicultural do Recife» (PDF). O Bairro do Recife veste sua fantasia: o início da cenografia do Carnaval Multicultural do Recife. Consultado em 3 de janeiro de 2023
5. ↑  admin (7 de janeiro de 2016). «Teatro Barroco». Portal São Francisco. Consultado em 18 de janeiro de 2023
6. ↑  SERRONI, José Carlos (2013). «Cenografia Brasileira: Notas e Reflexões de um cenógrafo». Editora Sesc. Cenografia Brasileira: Notas e Reflexões de um cenógrafo: 15
7. 1 2 3  SERRONI, José Carlos (2013). «Cenografia Brasileira: Notas e Reflexões de um cenógrafo». Editora Sesc. Cenografia Brasileira: Notas e Reflexões de um cenógrafo
8. 1 2  «A cenografia virtual na televisão brasileira» (PDF)
9. ↑  PINHEIRO, NATHÁLIA (2007). «A CENOGRAFIA DE TELENOVELAS: a evolução das técnicas de cenografia mostrada na novela 'Cabocla'» (PDF). A CENOGRAFIA DE TELENOVELAS: a evolução das técnicas de cenografia mostrada na novela 'Cabocla': 36
10. ↑  ABY COHEN, MIRIAM (2007). «CENOGRAFIA BRASILEIRA SÉCULO XXI: DIÁLOGOS POSSÍVEIS ENTRE A PRÁTICA E O ENSINO» (PDF). CENOGRAFIA BRASILEIRA SÉCULO XXI: DIÁLOGOS POSSÍVEIS ENTRE A PRÁTICA E O ENSINO: 61
11. ↑  «DESIGN CENOGRÁFICO: CENOGRAFIA COMO HABILITAÇÃO NOS CURSOS DE DESIGN» (PDF). 12º Congresso Brasileiro de Pesquisa e Desenvolvimento em Design. DESIGN CENOGRÁFICO: CENOGRAFIA COMO HABILITAÇÃO NOS CURSOS DE DESIGN. 2016
12. ↑  Bolelli Rebouças, Renato (2021). «Espaços e Materiais residuais em potência performativa: Cenografia expandida a partir do Sul» (PDF)
13. ↑  «Cenografia para eventos e áreas instagramáveis: 5 ideias para você aplicar!». O melhor portal de conteúdo. 9 de novembro de 2022. Consultado em 8 de fevereiro de 2023
14. 1 2  «Saiba como funciona uma projeção mapeada e como aproveitá-la». The future of retail blog. 13 de fevereiro de 2019. Consultado em 8 de fevereiro de 2023
15. ↑  «A CENOGRAFIA VIRTUAL». www.pucsp.br. Consultado em 8 de fevereiro de 2023
16. ↑  Guimarães, Helenise (1992). «Carnavalesco, o profissional que a faz escola "no Carnaval Carioca"». Carnavalesco, o profissional que 'faz escola' no carnaval carioca: 38